# Leptodrassus diomedeus
Leptodrassus diomedeus är en spindelart som beskrevs av Lodovico di Caporiacco 1951. Leptodrassus diomedeus ingår i släktet Leptodrassus och familjen plattbuksspindlar.
Artens utbredningsområde är Italien. Inga underarter finns listade i Catalogue of Life.